# Franciszek Lekszycki

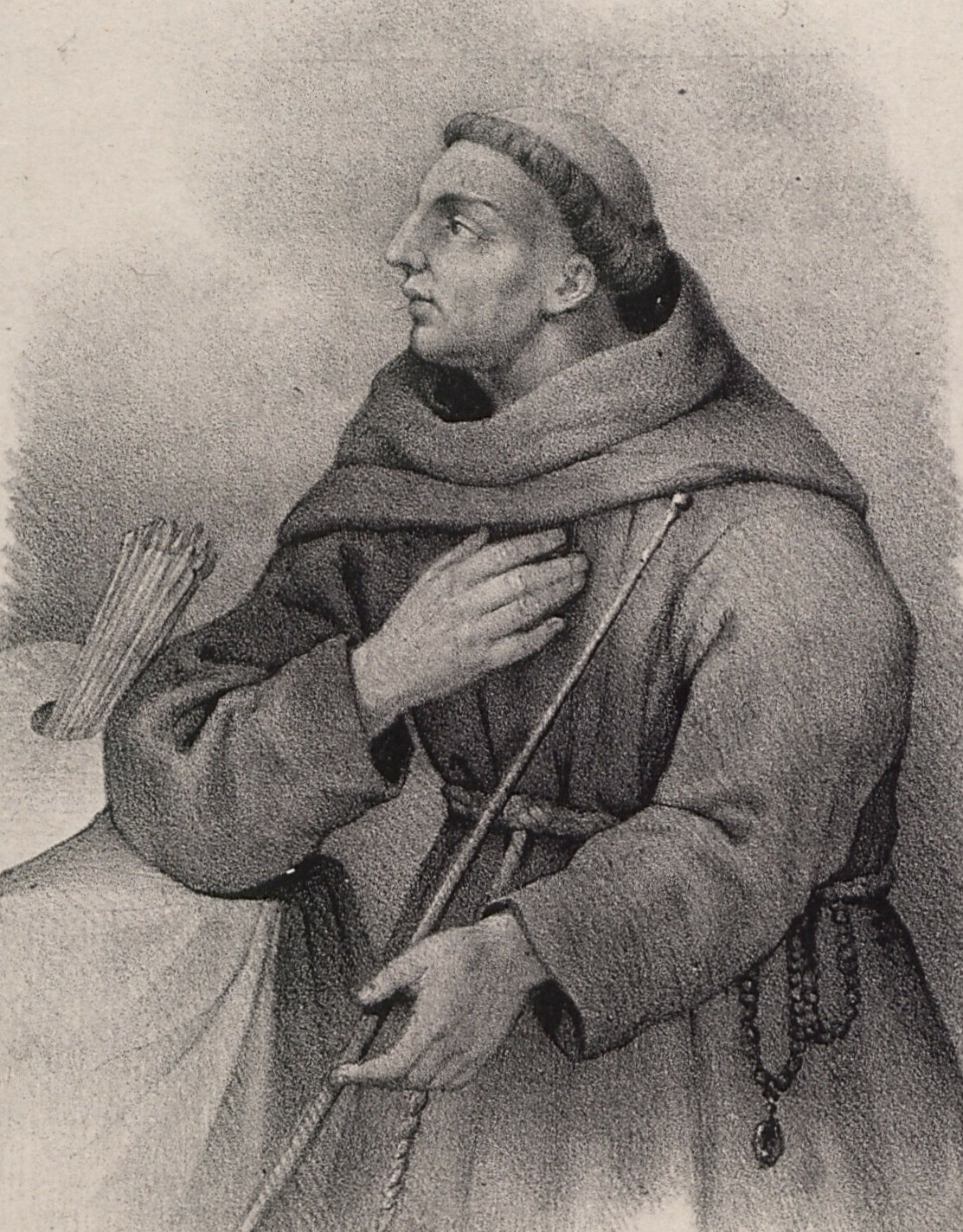
Franciszek Lekszycki, Stich um 1859

Franciszek Lekszycki (* 1600; † 1668 in Grodno, Polen-Litauen) war ein polnischer Barockmaler und Bruder des Bernhardinerordens. Er stammte aus einer Adelsfamilie aus der Wappengemeinschaft Warnia.

## Leben und Werk

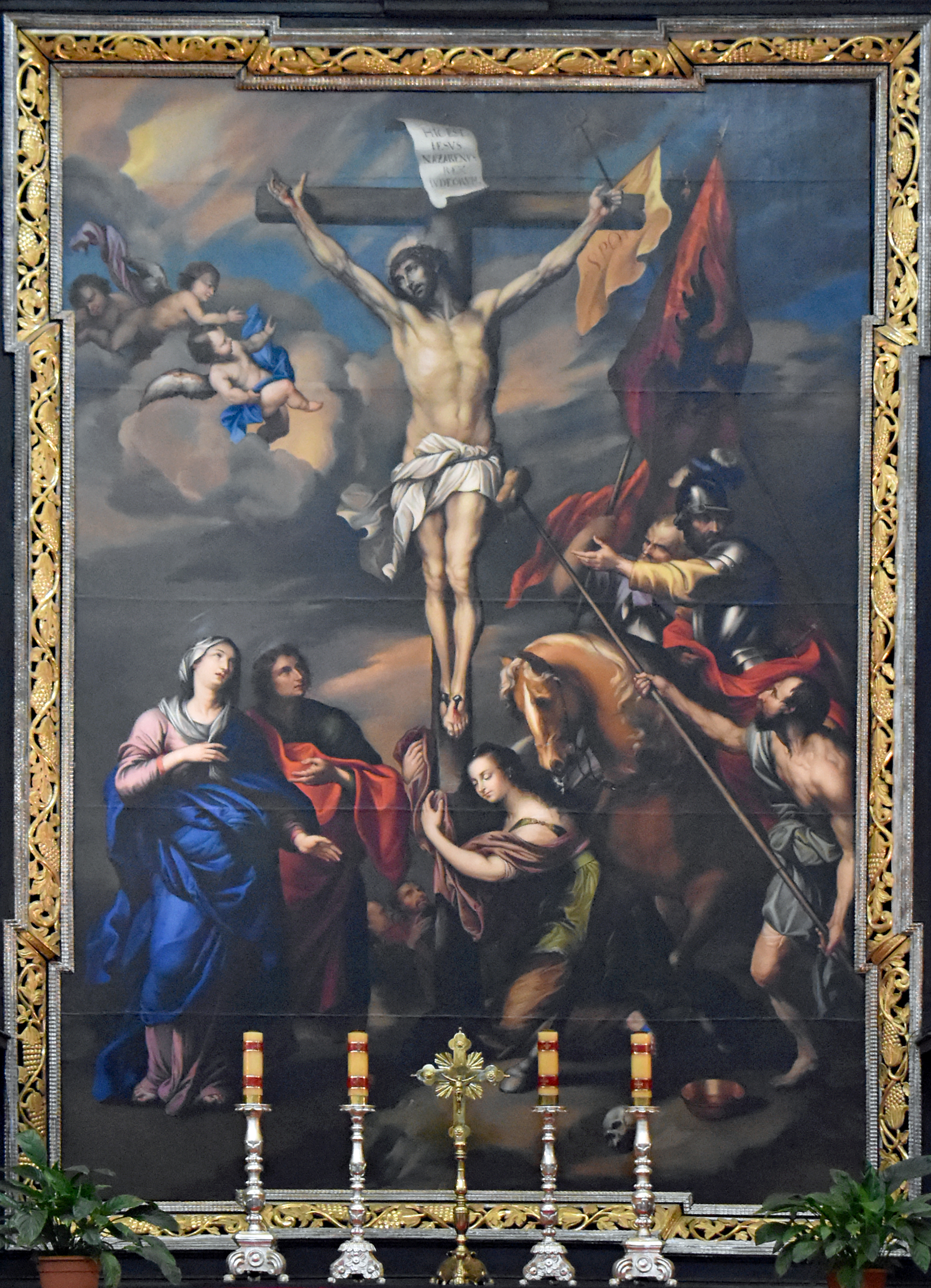
Nebenaltar der Krakauer Bernhardinerkirche

Lekszycki wurde als Sohn von Jan Lekszycki, dem Herrn von Mozgawa, und Anna Miedzygórska geboren. Er wurde von den Klostermalern der Bernhardiner ausgebildet. In seiner Malerei orientierte er sich an flämischen Vorbildern, insbesondere Rubens und van Dyck, deren Werke er als Kopien und Stiche kannte. Lekszycki malte religiöse Bilder. Alle Barockaltäre der Krakauer Bernhardinerkirche stammen von ihm. Michał Zebrzydowski beauftragte ihn mit dem Malen der Altäre für die Marienkirche in Kalwaria Zebrzydowska. Daneben schuf er Gemälde für die Klöster in Leżajsk, Lemberg, Przeworsk, Vilnius und Warschau sowie für die Pfarrkirche in Bork. 